# Sémantika s minimální rekurzí
Sémantika s minimální rekurzí (MRS) je rámec pro počítačovou sémantiku. Může být implementována pomocí formalismu typovaných sestav rysů, jakými jsou např. Head-driven phrase structure grammar (HPSG) nebo Lexikální funkcionální gramatika (LFG). Je vhodná pro počítačovou syntaktickou analýzu jazyka a generování přirozeného jazyka. MRS umožňuje jednoduchou formulaci gramatických omezení na lexikální a frázovou sémantiku, včetně principu kompozicionality. Tato technika se používá pro strojový překlad.
K průkopníkům MRS patří Ann Copestake, Dan Flickinger, Carl Pollard, a Ivan Sag.